# Dithecodes vacua
Dithecodes vacua là một loài bướm đêm trong họ Geometridae.